# Società Sportiva Calcio Benevento 1984-1985
Questa voce raccoglie le informazioni riguardanti la Società Sportiva Calcio Benevento nelle competizioni ufficiali della stagione 1984-1985.

## Rosa
| N. |                   | Ruolo | Calciatore        |
| -- | ----------------- | ----- | ----------------- |
|    | Italia (bandiera) | P     | Beniamino Abate   |
|    | Italia (bandiera) | D     | Paolo Bocchinu    |
|    | Italia (bandiera) | C     | Giuseppe Boniello |
|    | Italia (bandiera) | D     | Mario Buccilli    |
|    | Italia (bandiera) | P     | Fulvio Castignani |
|    | Italia (bandiera) | A     | Nicola Coppola    |
|    | Italia (bandiera) | C     | Cosimo Corallo    |
|    | Italia (bandiera) | D     | Luigi Corino      |
|    | Italia (bandiera) | D     | Vincenzo D'Adamo  |
|    | Italia (bandiera) | C     | Giuseppe De Biase |
|    | Italia (bandiera) | C     | Graziano Iscaro   |

| N. |                   | Ruolo | Calciatore        |
| -- | ----------------- | ----- | ----------------- |
|    | Italia (bandiera) | D     | Riccardo Laurenti |
|    | Italia (bandiera) | A     | Giorgio Lunerti   |
|    | Italia (bandiera) |       | Martino           |
|    | Italia (bandiera) | C     | Dario Mauro       |
|    | Italia (bandiera) | A     | Renato Mottola    |
|    | Italia (bandiera) | C     | Luciano Orati     |
|    | Italia (bandiera) | D     | Domenio Petriello |
|    | Italia (bandiera) | C     | Antonio Rocca     |
|    | Italia (bandiera) | A     | Marco Rosa        |
|    | Italia (bandiera) | C     | Marco Sereno      |
|    | Italia (bandiera) | A     | Carmine Torano    |

## Risultati

### Campionato

#### Girone di andata
| 23 settembre 1984 1ª giornata | Benevento | 0 – 0 | Francavilla |  |

| 30 settembre 1984 2ª giornata | Messina | 1 – 1 | Benevento |  |

| 7 ottobre 1984 3ª giornata | Benevento | 0 – 1 | Catanzaro |  |

| 14 ottobre 1984 4ª giornata | Foggia | 1 – 0 | Benevento |  |

| 21 ottobre 1984 5ª giornata | Benevento | 0 – 0 | Casarano |  |

| 28 ottobre 1984 6ª giornata | Benevento | 0 – 0 | Salernitana |  |

| 4 novembre 1984 7ª giornata | Akragas | 0 – 0 | Benevento |  |

| 11 novembre 1984 8ª giornata | Benevento | 2 – 1 | Nocerina |  |

| 18 novembre 1984 9ª giornata | Casertana | 1 – 1 | Benevento |  |

| 25 novembre 1984 10ª giornata | Benevento | 1 – 1 | Campania |  |

| 2 dicembre 1984 11ª giornata | Cavese | 1 – 1 | Benevento |  |

| 9 dicembre 1984 12ª giornata | Palermo | 1 – 0 | Benevento |  |

| 16 dicembre 1984 13ª giornata | Benevento | 0 – 0 | Monopoli |  |

| 23 dicembre 1984 14ª giornata | Ternana | 1 – 1 | Benevento |  |

| 6 gennaio 1985 15ª giornata | Benevento | 0 – 0 | Cosenza |  |

| 13 gennaio 1985 16ª giornata | Barletta | 1 – 1 | Benevento |  |

| 20 gennaio 1985 17ª giornata | Benevento | 2 – 1 | Reggina |  |

#### Girone di ritorno
| 3 febbraio 1985 18ª giornata | Francavilla | 3 – 0 | Benevento |  |

| 10 febbraio 1985 19ª giornata | Benevento | 2 – 0 | Messina |  |

| 17 febbraio 1985 20ª giornata | Catanzaro | 1 – 1 | Benevento |  |

| 24 febbraio 1985 21ª giornata | Benevento | 2 – 0 | Foggia |  |

| 3 marzo 1985 22ª giornata | Casarano | 0 – 0 | Benevento |  |

| 10 marzo 1985 23ª giornata | Salernitana | 2 – 0 | Benevento |  |

| 17 marzo 1985 24ª giornata | Benevento | 1 – 1 | Akragas |  |

| 24 marzo 1985 25ª giornata | Nocerina | 1 – 1 | Benevento |  |

| 6 aprile 1985 26ª giornata | Benevento | 1 – 1 | Casertana |  |

| 14 aprile 1985 27ª giornata | Campania | 3 – 1 | Benevento |  |

| 21 aprile 1985 28ª giornata | Benevento | 1 – 0 | Cavese |  |

| 5 maggio 1985 29ª giornata | Benevento | 1 – 1 | Palermo |  |

| 12 maggio 1985 30ª giornata | Monopoli | 1 – 1 | Benevento |  |

| 19 maggio 1985 31ª giornata | Benevento | 3 – 2 | Ternana |  |

| 26 maggio 1985 32ª giornata | Cosenza | 4 – 2 | Benevento |  |

| 2 giugno 1985 33ª giornata | Benevento | 1 – 1 | Barletta |  |

| 9 giugno 1985 34ª giornata | Reggina | 2 – 0 | Benevento |  |